# Adrian Koerfer
Adrian H. Koerfer (* 1955 in Bern) ist ein Kunsthistoriker und Germanist. Außerdem ist er ein bedeutender Kunstsammler. Seine Sammlung umfasst etwa 850 Arbeiten aus der Zeit von 1960 bis in die Gegenwart. Größere Bekanntheit erlangte Koerfer durch sein langjähriges Engagement für die Aufarbeitung des Missbrauchssystems an der 2015 geschlossenen Odenwaldschule. Für seinen Kampf gegen sexuellen Kindesmissbrauch und insbesondere auch für dessen Prävention sowie für sein großes Engagement zur Unterstützung der hessischen Kulturszene erhielt Koerfer 2023 das Verdienstkreuz am Bande des Verdienstordens der Bundesrepublik Deutschland. Ein von ihm initiiertes und entworfenes Mahnmal für die Opfer sexualisierter Gewalt an der ehemaligen Odenwaldschule wurde am 18. November 2024 vor Ort eingeweiht.

## Leben
Adrian Koerfer kam als Sohn des Unternehmers und Kunstsammlers Jacques Koerfer 1955 in Bern zur Welt. Zu seinen sieben Geschwistern gehören der Filmregisseur Thomas Koerfer und der Historiker Daniel Koerfer. Der Kölner Architekt Jacob Koerfer ist sein Großvater. 
Nach dem Besuch der Primarschule in der Schweiz wechselte Koerfer 1968 an die Odenwaldschule, die er 1975 mit dem Abitur verließ. In dieser Zeit ist er nach eigenen Angaben von verschiedenen Lehrern missbraucht worden, wie er in einem Interview der Frankfurter Rundschau mitteilte. 2010 war er kurzzeitig selbst im Vorstand der Schule. Als erster Vorsitzender des Vereins Glasbrechen e.V. in den Jahren 2010–2016 setzte er sich „für die Betroffenen sexualisierter Gewalt auf der Odenwaldschule“ ein. Im November 2024 wurde ein von Koerfer entworfenes, nahe der Einfahrt errichtetes Mahnmal für die Opfer sexualisierter Gewalt an der Odenwaldschule in einer Gedenkveranstaltung der Öffentlichkeit vorgestellt. Es besteht aus drei aneinander gelehnten, über drei Meter hohen, Türblätter darstellenden Stahlplatten, bei denen im oberen Teil jeweils unerreichbare Türgriffe und Schlüssellöcher angebracht sind.
Von 1975 bis 1977 studierte Adrian Koerfer an der Ludwig-Maximilians-Universität München. Von 1977 bis 1979 absolvierte Koerfer eine Ausbildung zum Verlagsbuchhändler beim Klett-Cotta Verlag in Stuttgart. Anschließend studierte er bis 1984 Germanistik und Kunstgeschichte an der FU und TU Berlin. In den Folgejahren bis 1993 arbeitete er für den Suhrkamp Verlag, den Insel Verlag und den Deutschen Klassiker Verlag als Werbeleiter beziehungsweise Prokurist. Heute ist Koerfer in der Immobilienbranche tätig.
Koerfer kam bereits als Kind mit Werken der bildenden Kunst in Berührung. In seinem Elternhaus hingen zahlreiche Meisterwerke der Moderne mit Arbeiten von Künstlern wie Pierre Bonnard, Vincent van Gogh und Pablo Picasso. Seine eigene Sammlung, der er den Namen Mondstudio gab, baute er ab 1982 auf. Er gehört dem Vorstand des Freunde des Museums für Moderne Kunst, Frankfurt am Main e. V. an und war Mitglied im Vorstand der Freunde der Schirn Kunsthalle Frankfurt e. V. und des Verein Städelschule Portikus e. V.

## DieSammlung Mondstudio
Zur Zeit seines Studiums in Berlin lernte Koerfer den Maler Ingo Meller kennen, der den Anstoß zu seiner Sammlung gab und dessen Arbeiten er seitdem auch sammelt. Zudem ist der Kölner Galerist Rolf Ricke ein wichtiger Berater des Sammlers. Unter der Bezeichnung Sammlung Mondstudio zeigte er im Jahr 2008 rund 80 Werke aus seinem Besitz in einer Ausstellung mit dem Titel „There is desire left (Knock, Knock)“ im Kunstmuseum Bern und im Museum Wiesbaden. Den Begriff Mondstudio wählte Koerfer, um auf „die unterschätzte Funktion des Mondes“ hinzuweisen und den Begriff Sonnenstudio zu karikieren. 2010 stellte er wiederum im Museum Wiesbaden Arbeiten von Alan Uglow aus seiner Sammlung vor. Darüber hinaus stellt er einige seiner Kunstwerke dem Kunstmuseum Bonn als Dauerleihgabe zur Verfügung.
Insgesamt umfasst die Sammlung Mondstudio mehr als 650 Arbeiten, die aus der Zeit um 1960 bis in die Gegenwart stammen. Die Kollektion umfasst sowohl abstrakte als auch leicht gegenständliche Malerei, wohingegen eher realistische Tendenzen fehlen. Zudem hat der Sammler einige skulpturale Werke und Installationen erworben. Neben Werken bekannter Künstler wie Gerhard Richter, Andy Warhol, Herbert Brandl, Alex Katz, David Reed, Jerry Zeniuk,
Katharina Grosse und Joseph Marioni finden sich auch Namen wie Tim Ayres, Andreas Exner, Bernard Frize, Dadamaino und Günther Umberg in seiner Sammlung.